# Mark Robson
Mark Robson (4 de diciembre de 1913 - 20 de junio de 1978) fue un director y productor de cine canadiense afincado en Hollywood.

## Biografía
Nacido en Montreal, Quebec, se trasladó en su juventud a los Estados Unidos, para estudiar en la Universidad de California y en la Pacific Coast University. 
Entró en el mundo de cine para trabajar en el departamento de propiedad de la 20th Century Fox. Al final de la década de 1930, trabajó para la RKO Pictures como montador y asistió a Robert Wise en el montaje de dos filmes de Orson Welles: Ciudadano Kane, y El cuarto mandamiento. 
En 1943, realizó sus primeros filmes, como director en películas de terror de serie B producidas por Val Lewton: La séptima víctima (1943), La isla de los muertos (1945), la primera obra en la que apareció en los créditos, y la primera en la que participó también como guionista o Bedlam (1946) sobre el célebre manicomio londinense. 
Su éxito con la RKO le llevó a proyectos de mayor envergadura y en 1949 fue candidato al premio otorgado por el Gremio de directores de Estados Unidos por su trabajo en el drama Champion, un drama pugilístico con Kirk Douglas como protagonista. Ese año fue el más prolífico, ya que también dirigió el drama romático Mi loco corazón, el drama bélico Home of the Brave y el western Sin contemplaciones. 
En la década de 1950, llegó su época dorada. En los primeros años destacaron películas como Nube de sangre, un título de cine negro protagonizado por Dana Andrews, Farley Granger, Joan Evans y Mala Powers; y Nuevo amanecer (1951), con Arthur Kennedy y Peggy Dow.
Pero sin duda, sus realizaciones en la segunda parte de la década, serían las más brillantes. Empezó con el filme bélico Los puentes de Toko-Ri, (1955) protagonizado por William Holden y Grace Kelly. A ésta seguiría Más dura será la caída (1956), otro film crítico en torno al mundo del boxeo como fue Champion, y que fue el último trabajo de Humphrey Bogart antes de su muerte.
Vidas borrascosas (1957) y El albergue de la sexta felicidad (1958), fueron dos películas aclamadas por el público, que durante dos años consecutivos lo llevaron a ser candidato al Premio Oscar en la categoría de mejor dirección. 
La década de 1960 no fue tan prolífica ni tan exitosa como fue la anterior. Destaca, sin embargo, Desde la terraza (1960), adaptación de la novela de John O’Hara, protagonizada por la pareja formada por Joanne Woodward y Paul Newman. Con Paul Newman volvería a trabajar tres años después en El premio (1963), un thriller basado en una novela de Irving Wallace, inspirado en el estilo de Alfred Hitchcock. 
En los siguientes años, Robson se adaptó a rodar cualquier género. Pasaría por el cine bélico como Von Ryan's Express (1965) o Lost Command (1966); por comedias como Feliz cumpleaños, Wanda June (1971); dramas como El valle de las muñecas (1967); thrillers como Shock (1969); o películas de catástrofe, como Terremoto (1974). Algunas de ellas contaron con la dicotomía entre unas feroces críticas y un gran éxito de taquilla. 
El 20 de junio de 1978, falleció en Londres mientras rodaba El tren de los espías. Sus restos descansan en el Cementerio Mount Sinai Memorial Park de Los Ángeles.
Por su contribución al mundo del cine, tiene una estrella en el Paseo de la Fama de Hollywood situado en el 1722 de Vine Street.

## Filmografía
- La séptima víctima (The Seventh Victim) (1943)
- The Ghost Ship (1943)
- Youth Runs Wild (1944)
- La isla de los muertos (Isle of the Dead) (1945)
- Bedlam (Bedlam) (1946)
- Champion (Champion) (1949)
- Mi loco corazón (My Foolish Heart) (1949)
- Home of the Brave (1949)
- Sin contemplaciones (Roughshod) (1949)
- Nube de sangre (Edge of Doom)) (1950)
- Nuevo amanecer (Bright Victory) (1951)
- No quiero decirte adiós (I Want You) (1951)
- Retorno al paraíso (Return to Paradise) (1953)
- Infierno bajo cero (Hell Below Zero) (1954)
- Phffft (1954)
- Los puentes de Toko-Ri (The Bridges at Toko-Ri) (1955)
- Atraco en las nubes (A Prize of Gold) (1955)
- La furia de los justos (Trial) (1955)
- Más dura será la caída (The Harder They Fall) (1956)
- Vidas borrascosas (Peyton Place) (1957)
- La cabaña (The Little Hut) (1957)
- El albergue de la sexta felicidad (The Inn of the Sixth Happiness) (1958)
- Desde la terraza (From the Terrace) (1960)
- El premio (The Prize) (1963)
- Nueve horas de terror (Nine Hours to Rama) (1963)
- El coronel Von Ryan (Von Ryan's Express) (1965)
- Mando perdido (Lost Command) (1966)
- El valle de las muñecas (Valley of the Dolls) (1967)
- Shock (Daddy's Gone A-Hunting) (1969)
- Feliz cumpleaños, Wanda June (Happy Birthday, Wanda June) (1971)
- Amores que esperan (Limbo) (1972).
- Terremoto (Earthquake) (1974)
- El tren de los espías (Avalanche Express) (1979)

## Premios y distinciones
Premios Óscar
| Año  | Categoría                  | Película                          | Resultado |
| ---- | -------------------------- | --------------------------------- | --------- |
| 1958 | Mejor dirección            | Vidas borrascosas                 | Nominado  |
| 1959 | Oscar a la mejor dirección | El albergue de la sexta felicidad | Nominado  |